# Мухаммад ибн Мансур аль-Махди
Муха́ммад ибн Абдулла́х (аль-Мансу́р) аль-Махди́ (араб. محمد بن عبد الله (المنصور) المهدى‎;
3 августа 744 — 27 августа 785) — багдадский халиф в 775—785, третий халиф из династии Аббасидов, сын и преемник аль-Мансура.

## Молодость и личные качества
Халиф аль-Мансур постарался дать своему наследнику хорошее образование. Арабскую грамматику и поэзию аль-Махди изучал под руководством крупного арабского филолога аль-Муфаддала ад-Дабби, который составил для царевича книгу «аль-Муфаддалият», антологию 66 лучших арабских поэтов.
По отзывам современников аль-Махди внешне отличался красотой, стройностью, имел длинные вьющиеся волосы. В отличие от своего строгого в нравах и быту отца аль-Мансура он был более склонен к жизненным удовольствиям. Существует много свидетельств о различных любовных приключениях аль-Махди. Он слыл большим любителем поэзии и музыки. Именно в период его правления стал складываться тип двора арабского халифа, славный своей роскошью, утончённостью и высокой культурой, впоследствии ставший известным в мире по сказкам «Тысячи и одной ночи». Также одной из сильнейших страстей аль-Махди была охота, которой он посвящал много времени.
В 758 году аль-Мансур назначил своего молодого сына наместником Хорасана, центром которого был город Рей. Его главным советником стал Яхья ибн Халид из влиятельного иранского рода Бармакидов, ставший верным сподвижником аль-Махди на протяжении его жизни. Тогда же наибольшую близость к аль-Махди приобрела его йеменская невольница Хайзуран, несмотря на то, что он был женат на Рите, дочери первого халифа из рода Аббасидов Абу-ль Аббаса ас-Саффаха. В 768 году аль-Махди вернулся из Ирана и принял участие в строительстве новой столицы Багдада, где на восточной стороне в Русафе он соорудил собственный дворец. В 772 году он помогал отцу в строительстве ещё одного нового города к северу по Евфрату от Багдада.

## Внутренняя политика
Аль-Махди мирно вступил на престол, после смерти отца во время хаджа. В его правление произошёл ряд важных изменений в управлении государством. Со временем аль-Махди некоторые исследователи связывают возникновение высшей государственной должности — визиря (первого министра), который возглавлял чиновничий аппарат и был подотчётен непосредственно халифу. После восшествия на престол аль-Махди сделал визирем своего бывшего наставника перса Абу Убайдаллаха Муавию. Аль-Махди ввёл древние персидские придворные обычаи и пышный церемониал, контрастировавшие с простотой дворов первых арабских халифов. Монарх стал более далёк от своих подданных. Он охранялся управляющим двором — хаджибом, показывался подданным только во время торжественных событий или судебных заседаний, где был верховным судьёй. Под влиянием Муавии была осуществлена реформа налогообложения, фиксированный налог с земледельцев был заменён на систему пропорционального обложения, при которой основой считались размеры ежегодного урожая и колебания цен на рынке. Но в 780 году Муавия был заменён на посту визиря представителем рода Алидов Якубом ибн Даудом. Ему также не удалось надолго закрепиться на этом посту, в 783 году Якуб был отправлен в отставку. Преимущественное положение во власти сохранили представители рода Бармакидов и их глава Яхья ибн Халид. Большим влиянием на внутреннюю политику обладал бессменный хаджиб ар-Раби ибн Юнус.
Несмотря на любовь аль-Махди к древним персидским традициям, он сохранял свою приверженность мусульманству и много сделал для распространения ислама. Аль-Махди часто сам проповедовал в мечети. Он ликвидировал в мечетях огороженные участки для высокопоставленных лиц (максура). По велению аль-Махди реконструированы мечети в Мекке и Медине, сооружены новые мечети в Русафе и Басре. Особое внимание аль-Махди уделял борьбе с «зиндикизмом», то есть отступничеством от веры, в котором подозревались многие иранцы, которые, по мнению мусульман, сохраняли приверженность манихейству. По подозрение в «зиндикизме» был отправлен в отставку визирь Абу Убайдаллах Муавия. Во многих частях страны (главным образом, в ираноязычных) поднимались восстания различных сектантов. В северном Иране восстали хуррамдинцы, вскоре подавленные правительственными войсками. Наиболее крупное восстание сектантов началось в Мерве в 776 году под руководством проповедника Муканны. Посланные халифом войска вытеснили Муканну в Среднюю Азию, но ему удалось там закрепиться и приобрести большое число сторонников. Аль-Махди отправил новые войска против восставших и в 783 году мятеж был подавлен.
Большое значение для Аббасидов имела легитимность их власти, происходившая от Пророка Мухаммада. При аль-Махди были выдвинуты обоснования претензий династии на власть наследованием её от Аббаса ибн Мутталиба, дяди Пророка, что было признано самим Мухаммадом. Таким образом, аль-Махди постарался нивелировать претензии на престол рода Алидов и постарался добиться примирения с ними, амнистировал участников алидских восстаний. Назначив алида Якуба ибн Дауда визирем, аль-Махди хотел сгладить противоречия с Алидами, но не добился успеха. Хотя в правление аль-Махди проалидских выступлений в Халифате было значительно меньше. В 785 году Алиды подняли восстание в Хиджазе, но оно не получило поддержки народа и было быстро подавлено.

## Внешняя политика
Международное положение Халифата при аль-Махди оставалось в целом стабильным. Но возобновились военные действия с Византией. В 778 византийцы вторглись в западные области государства и разбили мусульманские отряды близ горной цепи Тавр. Аль-Махди подготовил большое войско для похода против Византии, во главе которого поставил сына Харуна ар-Рашида, а фактическим руководителем был Яхья ибн Халид. В 780 году арабские войска прошли через Малую Азию и дошло до стен Константинополя. Византийская императрица Ирина не имела сил для продолжения войны и пошла на заключение мира, по которому Византия обязалась платить дань халифу. Другого сына аль-Хади аль-Мансур направил в прикаспийскую область Джурджан для подавления восстания сектантов.
С трудом удавалось сохранить власть Халифата в Северной Африке. Магриб фактически вышел из под контроля халифа; там наибольшее влияние приобрели хариджиты, которые в 777 году образовали своё государство Рустамидов с центром в Тахерте (на территории современного Алжира).
Также при аль-Махди была организована морская экспедиция в Индию, которая достигла Гуджарата.

## Гибель и наследники
Под влиянием своей жены Хайзуран аль-Махди сделал своими наследниками своих сыновей от неё, первым должен был наследовать Муса аль-Хади. Но из-за интриг Хайзуран аль-Махди затем поменял своё решение, намереваясь сделать наследником Харуна ар-Рашида. Чтобы убедить аль-Хади отказаться от наследования в пользу младшего брата аль-Махди отправился к нему в Джурджан, где аль-Хади вёл боевые действия против мятежников. По дороге аль-Махди погиб в результате несчастного случая на охоте.

## Брак и дети
- Жена: Рита, дочь халифа Абуль-Аббаса ас-Саффаха
- Жена: Хайзуран (ум. 789), бывшая рабыня из Йемена
  - аль-Хади (764—786), халиф в 785—786
  - Харун ар-Рашид (766—809); халиф в 786—809
  - Иса
  - Убайдаллах — наместник Азербайджана и Армении, затем — Египта в кон. VIII века
  - ещё 1 сын
  - Банука (ок. 767 — ок. 783)
  - Аббаса
- Наложница: Бахтария
  - Мансур — военачальник в войне с Византией и в гражданской войне аль-Амина с аль-Мамуном
- Наложница: африканская рабыня Шиклы
  - Ибрахим ибн аль-Махди (779—839) — халиф-узурпатор и выдающийся поэт
- Наложница: Макнуна
  - Улайя (777—825) — знаменитая поэтесса